# USS LST-140
O USS LST-140 foi um navio de guerra norte-americano da classe LST que operou durante a Segunda Guerra Mundial.